# Ferguson (Missouri)
Ferguson – miasto w stanie Missouri, w hrabstwie St. Louis. Miasto jest częścią obszaru metropolitalnego Greater St. Louis.
Według spisu z 2010 roku populacja miasta liczyła 21203 mieszkańców.

## Historia
Historia miasta rozpoczęła się w 1855 roku, kiedy to William B. Ferguson ofiarował 10 akrów (4,0 ha) swojej ziemi pod budowę linii kolejowej Wabash Railroad w zamian za nazwanie stacji jego nazwiskiem. Osada, która zaczęła się tworzyć wokół stacji kolejowej również nazwano Ferguson.
W 1894 roku osada Ferguson otrzymało prawa miejskie.

### Zamieszki w sierpniu 2014 roku
O mieście stało się głośno na świecie z powodu wydarzeń jakie miały w nim miejsce w sierpniu 2014 roku. 9 sierpnia, 18-letni czarnoskóry mężczyzna Michael Brown, został kilkakrotnie śmiertelnie postrzelony przez białego policjanta Darrena Wilsona.
Policjant tłumaczył potem, że został przez ofiarę zaatakowany. Ponieważ jednak Brown nie miał wcześniej konfliktów z prawem, ani nie był też w dniu śmierci uzbrojony, czarnoskóra społeczność miasta uznała, że jego śmierć była wynikiem rasizmu policjanta.
W mieście doszło do protestów, które przekształciły się w zamieszki połączone z aktami wandalizmu. Z rozruchami nie mogła sobie poradzić policja. Gubernator Missouri Jay Nixon wprowadził w mieście stan wyjątkowy i wyznaczył godzinę policyjną od północy do piątej nad ranem. Wezwał też na pomoc Gwardię Narodową. O zamieszkach informowały największe światowe media. Do Ferguson swoich obserwatorów wysłała także organizacja broniąca praw człowieka, Amnesty International. Zamieszki ustały 22 sierpnia.

## Demografia
Ludność Ferguson szybko rosła w ciągu pierwszych sześciu dekadach XX wieku, z 1015 osób w 1900 roku do 22149 osób w 1960 roku, średni wzrost o 5% rocznie. Od 1960 roku liczba ludności pozostaje prawie stała. Zmianie ulegał jednak stosunek ras.
W 1990 roku w Ferguson, mieszkało 73,8% ludzi rasy białej oraz 25,1% rasy czarnej (1,1% inne rasy). W spisie 2000 roku było 44,7% białych i 52,4% Afroamerykanów. W spisie 2010 już tylko 29,3% białych i 67,4% Afroamerykanów.

## Władze
Burmistrz Ferguson jest bezpośrednio wybierany na okres trzech lat. Rada Miasta Ferguson składa się z sześciu członków.
Departament Policji Ferguson jest zaangażowany w następujących programach publicznych: Business Watch, Community Emergency Response Team (CERT), D.A.R.E. Program, Neighborhood Watch, School Resource Officers, Riot Patrol. Straż Pożarna Ferguson ma dwie stacje, które pracują 24 godziny na dobę.

## Gospodarka
W mieście znajduje się centrala firmy Emerson Electric.

## Edukacja

### Szkoły publiczne
- St. Louis Community College-Florissant Valley
- McCluer South-Berkeley High School
- Ferguson Middle School
- Central Elementary School
- Griffith Elementary School
- Johnson-Wabash Elementary School
- Lee-Hamilton Elementary School
- Vogt Elementary School

### Szkoły prywatne
- Blessed Teresa of Calcutta School
- Our Lady of Guadalupe School
- Zion Lutheran School

### Biblioteki publiczne
- Ferguson Municipal Public Library